# TERA (игра)
| Системные требования | Системные требования                                   | Системные требования                                    |
| -------------------- | ------------------------------------------------------ | ------------------------------------------------------- |
|                      | Минимальные                                            | Рекомендуемые                                           |
| Microsoft Windows    |                                                        |                                                         |
| ОС                   | Windows XP SP3 или новее                               | Windows XP SP3 или новее                                |
| ЦПУ                  | Intel Core Duo                                         | Intel Core i5                                           |
| Объём ОЗУ            | 4 Гб                                                   | 4 Гб                                                    |
| Место на диске       | 40 Гб (для установки)                                  | 40 Гб (для установки)                                   |
| Видеокарта           | NVIDIA GeForce 8ххх или AMD Radeon HD4xxx c 512 Мб ОЗУ | NVIDIA Geforce GTS 250 или AMD Radeon HD4850 с 1 Гб ОЗУ |

TERA (сокращение от The Exiled Realm of Arborea) — массовая многопользовательская ролевая онлайн-игра (MMORPG), разработанная южнокорейской компанией Krafton. Игра издана в Южной Корее 25 января 2011 года, в Северной Америке — 1 мая 2012 года, в Европе — 3 мая 2012 года, в России — 26 февраля 2015 года. Изданию игры каждый раз предшествовали этапы закрытого и открытого бета-тестирования. В данных регионах издателями являются NHN Entertainment (Южная Корея), En Masse Entertainment (США) и Gameforge (Европа и Россия). До 31 мая 2020 года издателем TERA в России была компания Destiny Games. Во время перехода игры на финансовую модель free-to-play в феврале 2013 года название игры было заменено на TERA: Rising. Русская версия была изначально запущена по системе free-to-play.
В сентябре 2014 года название игры было заменено на TERA: Fate of Arun одновременно с выходом обновления, в котором был повышен максимальный уровень персонажа и введен новый игровой контент. По данным на май 2017 года у игры было более 26 млн пользователей на ПК и, по данным на май 2018 года, 2 млн пользователей на игровых приставках. 30 июня 2022 года сервера проекта были закрыты на всех регионах на ПК. На консолях поддержка серверов продолжается и по сей день. 

## Геймплей
В TERA представлены типичные для большинства MMORPG возможности типа квестов, крафта и PvP. В игре применена система боя в реальном времени с видом от третьего лица. Для выбора цели игрок должен непрерывно направлять на неё прицел-перекрестие вместо выделения мышью или перебора врагов клавишей (эта возможность называется разработчиком «non-target»). Также игроку необходимо активно уклоняться от направленных на него атак. Для управления персонажем игрок может использовать клавиатуру и мышь или геймпад.
Игровой персонаж может быть одной из семи рас, которые входят в «Валькионскую Федерацию». У каждой расы имеется набор уникальных «расовых умений», который даёт им небольшие преимущества.
Разработчики TERA принимали участие с CCP Games в разработке весьма успешной системы PLEX для игры EVE Online, призванной снизить интерес голдселлеров к игре. В результате в TERA существовала виртуальная валюта Chronoscrolls, работавшая сходным образом: игрок за Chronoscrolls мог купить подписку на игру или обменять на собственно игровую валюту — золото. Возможность использовать Chronoscrolls предоставлялась только тем пользователям, которые купили электронное или физическое издание игры, обладатели же пробной версии (Discovery Edition) не имели доступа к данной виртуальной валюте.

## Сюжет

### Мифология
Два начала, Арун и Шара, титаны невообразимой силы, встретились в бесформенной пустоте. Неизвестно почему, Арун и Шара погрузились в сон и видят сны. Пока они спали, вокруг них стало  все более заметно проявляться Ссыльное Королевство Арборея (англ. Exiled Realm of Arborea). В настоящее время их тела формируют два континента, из которых состоит Ссыльное Королевство Арборея.
Пока титаны продолжают спать, их сны воплощаются. Из их снов появились первые 12 богоподобных жителя TERA, между которыми вскоре прошла страшная война.
Арун и Шара по-прежнему находятся в состоянии, подобном сну, и из их снов воплотились первые смертные. Смертные и боги сражались друг с другом в больших священных войнах, в результате которых большинство богов были убиты, попали в заточение или были другим способом уничтожены. Также были уничтожены и какие-то смертные, однако другие дожили до наших дней. Большинство рас в TERA входят в союз, которые противодействует внешним угрозам миру.

## Разработка
Создание игры было начато сразу после основания Bluehole Studio в 2007 году. Официально о «работе над игрой с кодовым названием Project S1» было объявлено в 2008 году. Начало разработки игры было сопряжено со скандалом. NCsoft, заметный игрок на рынке MMORPG, обратился в полицию в начале 2007 года с заявлением на Bluehole Studio о краже исходного кода игры Lineage 3, находившейся тогда на раннем этапе разработки. Свои убытки NCsoft оценил в US$ 1 млрд. В 2009 году суд удовлетворил соответствующий иск, признав правоту NCsoft. По решению суда ряд менеджеров высшего звена Bluehole Studio подлежал лишению свободы на срок от 8 месяцев до 1,5 лет с отсрочкой исполнения на 2 года, а также штрафу в 10 млн корейских вон, хоть вина самой компании при этом доказана не была. По заявлению Bluehole Studio, данное решение никак не повлияет на график разработки TERA.
Перед запуском TERA в Северной Америке в 2012 году американским подразделением NCsoft был подан иск к En Masse Entertainment, американскому подразделению Bluehole Studio, с требованием наложить судебный запрет на издание игры на территории США ввиду «использования конфиденциальной информации, относящейся к проекту Lineage 3». Однако, это не помешало выходу TERA на американском рынке в установленные сроки.
При издании игры в каждом регионе издатель установил разное возрастное ограничение. Так оригинальная корейская версия игры имеет ограничение 18+. Американское рейтинговое агентство ESRB установило для местной версии игры рейтинг «M», то есть от 17 лет. Однако, европейский издатель игры, Frogster Interactive, действовавший в то время, посчитал необходимым расширить потенциальную аудиторию игры за счет более юных игроков, что потребовало перерисовки части графики для европейской версии. Несмотря на вызванное этим изменением недовольство в среде игроков, издатель не стал отказываться от своих планов, и европейская версия игры получила рейтинг 12+ от агентств PEGI и USK. Российская версия, по заверению издателя, основывается на оригинальной корейской версии игры и введение дополнительной цензуры не планируется. Рейтинг российской версии — 18+.
В сентябре 2013 года у игры в Северной Америке и Европе изменилась финансовая модель на free-to-play, одновременно с этим название было заменено на TERA: Rising. По заявлению разработчика, после этого обновления не будут вводиться ограничения на игровое время, уровень или контент для бесплатных пользователей. Игроки, оплатившие «элитный» статус на 30 дней, получат увеличенные награды в подземельях, скидки внутри игры, а также привилегии метаигры, связанные с новой финансовой моделью. Отмеченные ранее Chronoscrolls более не предлагались к покупке, при помощи них оплата подписки становилась невозможной. Уже имеющиеся Chronoscrolls можно было продать игровому NPC.
Японская и корейская версии игры перешли на модель free-to-play в декабре 2012 и январе 2013 соответственно.

## Реакция
| Сводный рейтинг       | Сводный рейтинг |
| Агрегатор             | Оценка          |
| --------------------- | --------------- |
| GameRankings          | 76,30 %         |
| Metacritic            | 77/100          |
| Иноязычные издания    |                 |
| Издание               | Оценка          |
| Eurogamer             | 8/10            |
| G4                    | 4/5             |
| GameSpot              | 7,5/10          |
| IGN                   | 6,5/10          |
| Polygon               | 6/10            |
| PC Gamer              | 64/100          |
| The Escapist          | 3,5/5           |
| Русскоязычные издания |                 |
| Издание               | Оценка          |
| PlayGround.ru         | 8,7/10          |
| «Игры Mail.ru»        | 7,5/10          |

TERA получила в целом положительные оценки, при этом среди лучших особенностей названы построенный на действиях геймплей, огромный и разнообразный «бесшовный» мир, эмоциональные и повторяющиеся бои с BAM монстрами (англ. big ass monster), простота игрового аукциона, а также яркая, детальная графика. Также по достоинству была оценена возможность игры при помощи геймпада теми игроками, кто не находил удовлетворительным игру мышью и клавиатурой. Также высоко было оценено звуковое оформление игры, изменяющееся по ситуации от эпичных оркестровых фрагментов до более мягких мелодий. Основной критике подверглась концепция заданий типа «собери/убей/принеси», которые надо выполнять для быстрого получения новых уровней, а также мотив этих заданий, которым обычно является ряд диалогов с одним и тем же NPC. Система PvP удостоилась восторженных оценок ввиду огромной свободы действий и глубины контраста с такими рутинными явлениями как выполнение заданий или путешествия. Также критики указывали на механику битв вокруг Нексусов как на посредственное повторение аналогичной механики из Rift.

## ЗакрытиеTERA
Krafton в начале 2022 года объявила о полном прекращении поддержки TERA и закрытии проекта. 30 июня 2022 года сервера на ПК прекратили работу.